# F. Herbert Bormann
F. Herbert Bormann (né le 24 mars 1922 et mort le 7 juin 2012) est un spécialiste de l'écologie végétale américain, dont les recherches menées en 1971 dans la forêt expérimentale de Hubbard Brook dans le New Hampshire avec d'autres scientifiques ont été créditées de la découverte des pluies acides,. Ses recherches ont été l’un des principaux facteurs ayant contribué aux changements apportés au Clean Air Act des États-Unis en 1990. En 1993, il reçoit le prix Tyler pour ses réalisations environnementales et, en 2003, le Prix Planète bleue, aux côtés de son collègue Gene Likens. Ses publications comprennent 8 livres et plus de 200 articles de revues.

## Parcours universitaire
Né à Manhattan, Bormann grandit à Westwood, dans le New Jersey. Il étudie pendant un semestre à l'université de l'Idaho avant de s'enrôler dans la Marine américaine après le déclenchement de la Seconde Guerre mondiale. Il travaille comme soudeur pour la Marine pendant la guerre, après quoi il étudie à l'université Rutgers (BS en sciences agricoles) et à l'université Duke (Ph.D. en écologie végétale). En 1952, il se rend à la station de terrain du lac Itasca de l'Université du Minnesota pour suivre un cours avancé de pathologie végétale, où il est initié au flétrissement américain du chêne et à sa transmission vasculaire par greffes de racines  —  ce fut la genèse de son intérêt pour la vascularisation et les greffes de racines. Plus tard cette année-là, il enseigne l'écologie dans les facultés de l'Université Emory (1952-1956), du Dartmouth College (1956-1966) et de la Yale School of Forestry & Environmental Studies (1966-1992). Il décède en 2012 à North Branford, dans le Connecticut, des suites d'une infection pulmonaire.